# ꙮ
O nhiều mắt (ꙮ) là một là một biến thể ký tự hiếm gặp của chữ cái Kirin O được tìm thấy trong một thủ bản cổ từ thế kỷ 15, trong từ "серафими многоꙮ҄читїи҄" (serafimi mnogoočitii, "những người nhà trời nhiều mắt") trong tiếng Slav Giáo hội cổ. Biến thể ký tự này được ghi lại bởi Yefim Karsky từ một bản sao của Sách Thánh Vịnh từ khoảng năm 1429, hiện được tìm thấy trong bộ sưu tập của Troitse-Sergiyeva Lavra.
Ký tự được đề xuất đưa vào Unicode năm 2007 và mã hóa với mã ký tự U+A66E trong phiên bản Unicode 5.1 (2008). Ký tự đại diện có bảy con mắt. Tuy nhiên vào năm 2021, sau một dòng tweet nổi bật ký tự này, nhà ngôn ngữ học Michael Everson nhận thấy rằng ký tự trong thủ bản từ năm 1429 được tạo thành từ mười con mắt. Sau một đề xuất năm 2022 về việc thay đổi ký tự để phản ánh điều này, ký tự đã được cập nhật vào cuối năm đó để Unicode 15.0.